# Elma Miller
Elma Miller (* 6. August 1954 in Toronto) ist eine kanadische Komponistin.

## Leben
Miller studierte Komposition bei Walter Buczynski, John Beckwith, Lothar Klein und John Weinzweig, elektronische Musik bei Gustav Ciamaga und William Buxton und Musikästhetik bei Geoffrey Payzant. Außerdem nahm sie Unterricht bei dem Komponisten Udo Kasemets und dem Kommunikationstheoretiker Marshall McLuhan. 1978 studierte sie an der Stanford University Computermusik bei John Chowning und Leland Smith, und 1980 besuchte sie an der York University einen Workshop des polnischen Komponisten Bogusław Schaeffer.
1979 zog Miller nach Hamilton, wo künstlerische Leiterin der Konzertreihe für zeitgenössische Kammermusik Music Here & Now wurde und Artikel und Rezensionen für die Zeitschriften Silhouette, Hamilton Magazine und Hamilton Spectator schrieb. 1980 erhielt sie – neben Arvo Pärt – den schwedischen Els-Kaljot-Vaarman-Preis für Kammermusik, im Folgejahr für ihre Orchesterkomposition Genesis den Sir Ernest MacMillan Award der Composers, Authors and Publishers Association of Canada (CAPAC). Für Butterfly Garden wurde sie 1997 bei der  R. Murray Schafer International Competition for Music and Play in Polen mit einer lobenden Erwähnung gewürdigt. Mit einem Essay über Elaine Keillor gewann sie 1999 den ersten Canadian Women’s Mentorship Award in Arts and Culture. Beim Wettbewerb Oper’Actuel 08. Work In Progress der Operngesellschaft Chants Libres kam ihre Oper L’Art d’aimer in die Auswahl der fünf besten Werke.
Miller lebt als freischaffende Komponistin in Burlington. Sie war von 2004 bis 2008 Präsidentin der Association of Canadian Women Composers und ist seit 2009 musikalische Beraterin des Ontario Arts Council. Außerdem ist sie Mitglied des Canadian Music Centre, der Canadian League of Composers, der SOCAN, der Canadian Electroacoustic Community und der World Federation of Acoustic Ecology.

## Werke
- Striding Folly für Orchester, (1983)
- Processional für Blasorchester, (1986)
- Incidental Music to McClure für Cello solo, (1986)
- Syneidesis IV für elektrisches Fagott, (1987)
- The Baker's Tale für Stimme und Klavier, (1987)
- Concerto for Percussion and Orchestra, (1987)
- Syneidesis IX für Violine und Klavier, (1988)
- Syneidesis XII für Klavierduo, (1988)
- Pierced Ear für Akkordeon, Tonband und Grafik, (1988)
- ... to light one candle... für Akkordeon und Streicher, (1989)
- The Transfiguration, Kantate für Kinderchor, gemischten Chor, Klarinette und Orgel, (1989)
- Voices in Stone für Klavier
- Lend Me Your Kannel für Stimme, Klarinette und Kantele
- ... Miller’s Jabberwocky für Stimme und Klavier
- Through a Narrow Window für Klavier
- gutsy udok asem ets, Performance für männliche Singstimmen, Gespräche, Licht- und Klanginstallationen
- L’Art d’aimer, Oper für vier Solisten, Chor und Orchester